# シリング (オーストラリア)
オーストラリア・シリング（英語: Shilling、1/-）は、オーストラリア国内で流通する通貨。1オーストラリア・ポンドの20分の1の価値を持つ。1910年から1963年まで鋳造されており、現在は豪シリング硬貨から10セント硬貨に置き換えられるまでは、オーストラリアの貨幣は英国通貨を中心としたポンド通貨圏に属しレートも基本的に英国に連動していた。
対オーストラリアセントは10¢＝1豪シリングとされた。

## 参考
- Bruce, Colin R.; Thomas Michael (2005年). 2006 Standard Catalog of World Coins (1901-present). KP Books. p. 69. ISBN 0-87349-987-5
- Shillings article on Cruzis Coins （英語）

| 先代 シリング (イギリス) | シリング 1910年-1966年 | 次代 10セント硬貨 (オーストラリア) |